# Above the City
Above the City is het debuutalbum van de Amerikaanse poppunkband Smoke or Fire. Het album werd uitgegeven op 22 maart 2005 door Fat Wreck Chords en is het eerste album dat de band, die voorheen Jericho RVA heette, onder de naam Smoke or Fire liet uitgeven. Tevens is het album het eerste album dat de band via het label Fat Wreck Chords heeft laten uitgeven.

## Nummers
1. "California's Burning" - 2:27
2. "Filter" - 1:51
3. "Cops and Drugs" - 1:29
4. "Goodbye To Boston" - 2:31
5. "Culture As Given" - 1:49
6. "Delawhere" - 1:29
7. "Loving, Self-Loathing" - 1:55
8. "Fire Escapes" - 1:38
9. "South Paw" - 1:49
10. "The Hard Way" - 1:50
11. "Cryin' Shame" - 2:44
12. "Point Break" - 2:20

## Band
- Jeremy Cochran - gitaar
- Ken Gurley - basgitaar
- Nick Maggiore - drums
- Joe McMahon - gitaar, zang